# Mikey Welsh
Michael Edward "Mikey" Welsh (Syracuse, Nova York, 20 d'abril de 1971 − Chicago, Illinois, 8 d'octubre del 2011) fou un artista i músic estatunidenc, conegut per haver format part de la banda de música rock Weezer tocant el baix. L'agost del 2001 va patir una crisi nerviosa per la qual va decidir abandonar el món de la música i centrar-se en la pintura.

## Biografia
Va començar la seva carrera musical a Boston fins a formar part de Weezer que es va traslladar a Califòrnia. Un cop retirat de la música es va dedicar totalment a l'art i es va traslladar a Vermont amb la seva família. Va formar part del corrent Art Brut i es feren diverses exposicions amb les seves obres.
Al 8 d'octubre del 2011, el seu compte de Facebook va anunciar que havia mort inesperadament. Posteriorment es va anunciar que Welsh havia estat trobat mort en una habitació de l'hotel Chicago a causa d'un atac de cor per una sobredosi de droga.

## Carrera musical
Va començar la seva carrera musical a Boston tocant en diverses bandes com Heretix, Chevy Heston, Jocobono, Left Nut i Slower, i també fou baixista de gira amb Juliana Hatfield. L'any 1997 es va unir a la primera encarnació de The Rivers Cuomo Band, projecte paral·lel a Weezer que va crear Rivers Cuomo. Welsh es va unir a Weezer quan Matt Sharp la va abandonar l'any 1998. L'únic àlbum Weezer en el qual va participar fou The Green Album (2001), i també en l'EP Christmas EP. Durant un descans de Weezer, va tocar amb Verbena i també va formar part de l'inici de The Special Goodness amb el seu company Patrick Wilson. També va contribuir en el nou treball de Juliana Hatfield titulat Juliana's Pony: Total System Failure (2000), on Welsh va aparèixer acreditat en quatre cançons.
L'any 2001 va deixar Weezer sense aclarir les raons als mitjans de comunicació ni als seguidors del grup. Diversos anys després va revelar que fou a causa de diversos motius, un crisi nerviosa a causa de l'abús de drogues, problemes mentals no diagnosticats i el desgast de realitzar gires constantment. La combinació d'aquests factors el van conduir a un intent de suïcidi per una sobredosi de drogues, i a l'estiu de 2001 va ingressar a un hospital psiquiàtric.
A principis de 2002 va tornar a Boston i es va unir temporalment a la banda "The Kickovers", però poc després va decidir retirar-se definitivament de la música per tal de dedicar-se a l'art. No va desconnectar-se totalment de Weezer i, fins i tot, en algun concert va pujar dalt de l'escenari per tocar el baix junt als seus ex-companys. Welsh va descriure el seu art com a espontani i agressiu, gairebé mai utilitzà pinzells i preferí treballar amb les seves mans i dits. A part de la pintura també va treballar en l'escultura mitjançant qualsevol objecte o deixalla que trobava. Les seves obres foren incloses dins l'Art Brut i al llarg de la seva trajectòria va realitzar tretze exposicions, totes als Estats Units. Welsh va dissenyar una línia de planxes de neu titulada "The Farm" per l'empresa Burton Snowboards, i també va dissenyar la portada de l'àlbum de debut de Twin Berlin.

## Discografia

### Weezer
- Weezer (2001)
- Winter Weezerland (2005)

### Left Nut
- Bad Attitude No Apologies (1990)

### Heretix
- The Adventures of Superdevil (1993)

### Jocobono
- Jocobono (1995)

### Juliana Hatfield
- Please Do Not Disturb (1997)
- Bed (1998)
- Juliana's Pony: Total System Failure (2000)
- Gold Stars 1992–2002: The Juliana Hatfield Collection (2002)

### The Kickovers
- Osaka (2002)